# Предраг Дамњановић (сликар)
Предраг Дамњановић (Београд, 30. октобар 1975.) српски је сликар.

## Биографија
Предраг Дамњановић је завршио постдипломске студије на Факултету ликовних уметности 2010. на одсеку за сликарство. Тренутно је на докторским студијама на истом факултету. Члан је УЛУС-а у статусу самосталног уметника.

## Ликовно стваралаштво
По речиме Весне Кнежевић " Дамјановић је представник каснијих нараштаја медијатизације ликовних уметности... Његови цртежи, платна и колажи убрзавају време, инсистирају на хитности, на чишћењу коридора којима се стигло ту где се стоји сада. Дамјановић се не легитимише само као представник „pictures generation“ у глобалним уметничким струјањима, већ пре свега као припадник млађе генерација Срба којима су прилике украле време."
По речима Славице Обрадиновић "Поетика Предрага Дамјановића потиче из слика насиља које срећемо свакодневно на страницама дневне штампе и на телевизијском екрану. Свет „запинга“ у коме се виолентни садржаји муњевито смењују са логотипима светских брендова и рекламним спотовима, трансфигурисан је кроз цртеж – нерватурисан, изблурован пастелима, натегнут у ишчекивању драматичног завршетка, доведеног до климакса ситуације, до ивице амбиса, бележећи инстанцу пред суновраћење... овде је цртеж на зиду претворен у скоро магијски чин: линија постаје формом и искорачује у простор. Aгресија постаје делом нас."

## Награде
- Награда за сликарство Фондације "Мајстор Миодраг Јањушевић" (2004)
- Награда „Перспективе” Југословенске галерије уметничких дела (2004)
- Прва награда за цртеж Фонда Владимира Величковића за 2014. годину.

## Изложбе

### Одабране самосталне изложбе цртежа
- “Visiolux”, Галерија Дома Омладине Београд (2007)
- “Circo apocalíptico”, Галерија “Блок” Београд (2010)
- “Circo apocalíptico”, Галерија “Магацин” Београд (2010)
- “Pandora’s box was blue”, Галерија Дома Омладине Београд (2011)
- “Death proof”, Галерија О3ОНЕ, Београд (2012)

### Одабране колективне изложбе
- „New Serbian video“, 12. Интернационално Медија Бијенале WRO 07, Вроцлав, Пољска (2007)
- “Mixed worlds“, Галерија културног центра Тампере, Финска (2007)
- “New Serbian Artists”, Културни центар “Vanlose Kulturhus”, Копенхаген, Данска (2009)
- “Млади мајмуни (запоседају град)”, Француски Културни центар, Београд (2010)
- „Kunst transit“, пројекат „Baustelle“, Карлсруе, Немачка (2010)
- „Миксер 2010“, житомлин силоси, лука Београд (2010)
- “Local line 3”, Музеј Модерне Уметности Сент Етјен, Француска (2010)